# 西藏花蟹蛛
西藏花蟹蛛（学名：Xysticus xizangensis）为蟹蛛科花蟹蛛属的动物。在中国，分布于西藏等地。该物种的模式产地在西藏昌都酉西。